# Pepín Martín Vázquez
José Martín-Vázquez Bazán, más conocido como Pepín Martín Vázquez (Sevilla, 6 de agosto de 1927-ibídem, 27 de febrero de 2011) fue un torero español.

## Biografía
Nació en el sevillano barrio de La Macarena el 6 de agosto de 1927 y falleció el 27 de febrero de 2011. Su presentación en Madrid fue el 1 de abril de 1944. Su debut en la Real Maestranza de Caballería de Sevilla se produjo el 21 de mayo de 1944. Sus éxitos constantes, tanto en la capital de España como en Sevilla y Barcelona le llevaron a tomar la alternativa ese mismo año en la Monumental de Barcelona el 3 de septiembre de 1944. Su padrino fue Domingo Ortega y completaron el cartel, que era de ocho toros, Pepe Luis Vázquez y Carlos Arruza con toros de Alipio Pérez Sanchón. Su debut como matador de toros en La Maestranza tiene lugar en la Feria de Sevilla de 1945, el 19 de abril. Completaron el cartel Manolete y Carlos Arruza.
En tan solo tres años (del 1 de abril de 1944 al 16 de julio de 1947) hizo 17 paseíllos en Madrid, de un total de 28 actuaciones en la capital de España. En 1945, su primer año de alternativa, actuó en la Monumental de Las Ventas seis tardes, entre ellas la de su confirmación de alternativa, apadrinado por Pepe Bienvenida con toros de doña María Montalvo, y en la corrida de la Asociación de la Prensa, junto a Albaicín y el mexicano Antonio Velázquez, que confirmaba su alternativa. Realiza junto a Manolete, Gitanillo de Triana y Pepe Luis Vázquez campaña americana; el 16 de diciembre confirma su alternativa mexicana en la Monumental de manos de Silverio Pérez y ante la presencia de Juan Estrada.
En 1946, el 30 de junio sufrió en Las Ventas su primera cornada grave, un toro de Fermín Bohórquez le hirió en la fosa ilíaca derecha.
En el último año de Manolete, cuando ya mostraba claramente el peso de la púrpura, los dos grandes aspirantes a su trono eran Pepín Martín Vázquez y Luis Miguel Dominguin; éste, por sus facultades, su dominio del toro y ambición; aquel, por la depuración estética del toreo manoletista.
En 1947 lidera el escalafón con 87 contratos firmados, es la figura que más va a torear, pero la terrible cornada que le infiere un toro de Concha y Sierra en Valdepeñas, Ciudad Real, el 8 de agosto de 1947 - 20 días antes de la tragedia de Linares - en la que precisamente Manolete le hace el quite, solo le permitió torear 37. Esta cornada casi le cuesta la vida y le aparta de los ruedos durante casi un año, hasta el 12 de mayo de 1948 en que reaparece en Barcelona. Al mes siguiente reaparece en Madrid el 3 de junio, con Antonio Bienvenida y Manolo González. Tres días después, el 6 de junio, de nuevo en Las Ventas, al entrar a matar, un toro de Buendia le hiere de gravedad en la región axilar derecha. Las cornadas graves serán una constante en su carrera. El 16 de septiembre de 1948 torea la Corrida de la Asociación de la Prensa en Madrid con Luis Miguel Dominguín y Manolo González. En 1949, nueva cornada grave, esta vez en Salamanca, muy cerca de Valdepeñas. En 1950, el 9 de junio, confirma la alternativa en Madrid a Manuel Dos Santos y el 17 de diciembre un toro de La Viña le hiere en el muslo derecho en la Plaza de Acho; comparte cartel con Luis Procuna y Litri. En 1951 decide descansar y no torea. En 1952 torea 12 tardes, entre ellas su última actuación en Madrid, en la Feria de San Isidro, el 21 de mayo, para dar la alternativa al diestro mexicano Jesús Córdoba. El 22 de febrero de 1953 se despide del toreo en el Nuevo Circo de Caracas con Emilio Ortuño "Jumillano" y el ídolo local César Girón. 
En abril de 2011 el Consejo de Ministros de España le otorgó la Medalla de Oro al Mérito en las Bellas Artes a título póstumo.

## Trayectoria

### Inicios
Vistió por primera vez el traje de luces el 16 de septiembre de 1943, en la localidad murciana de Cehegín. Su debut con caballos fue en la Monumental de Barcelona el 24 de febrero de 1944, acompañado por Alejandro Montani y Aguado de Castro. Con 16 años se convirtió en el novillero puntero de 1944. El 18 de mayo, a pesar de sufrir dos cornadas, cortó dos orejas en Madrid, teniendo que estoquear en solitario cinco novillos, al ser cogidos de gravedad Alejandro Montani y Paco Lara. Dos meses después, el 4 de junio, obtuvo los máximos trofeos en La Maestranza con reses de Julia Cossío, la esposa de Juan Belmonte, superando el triunfo conseguido el día de su debut maestrante el 21 de mayo. Máximos trofeos que repetiría en esta temporada de 1944 en Barcelona, Valencia y en Ronda, entre otras plazas.

### Consagración
Sus facultades artísticas le convirtieron rápidamente en una de las figuras más sobresalientes de la época. Cuajó muchas faenas memorables y especialmente en los años de su apogeo ocupó lugar en la primera fila de los matadores de su tiempo. La desgracia se ensañó con él en los últimos años, siendo únicamente las cornadas las que impidieron que Pepín Martín Vázquez cogiera el mando tras la muerte de Manolete. En sus primeros años de alternativa torea una media de cinco corridas por año en Madrid. En 1945, su primera temporada completa como matador de toros, toreó 66 tardes, con triunfos en casi todas las plazas, solo superado en número de corridas por Manolete y Carlos Arruza, siendo el diestro que más toreó ese año tanto con el primero como con los dos. Impresionó en Madrid el 16 de mayo con una memorable faena al tercer Buendía, alternando con "El Estudiante" y Aguado de Castro, que confirmó su alternativa. En la feria de abril de este año 1945 - considerada la mejor feria de la historia - se proclamó con Manolete máximo triunfador del ciclo, siendo el único diestro en cortar dos orejas a un toro. En 1946 triunfó de nuevo en Madrid el 30 de mayo, alternando con Pepe Luis Vázquez y "El Calesero" (que confirmó su alternativa), repitiendo triunfo en Las Ventas el 26 de septiembre. De nuevo con Manolete, resultó máximo triunfador de la temporada en México, obteniendo los máximos trofeos el día de su presentación y en la tradicional corrida de "La Rosa de Guadalupe", con toros de Xajay y de los hermanos Madrazo y actuó en tres de las cinco corridas de la Feria de Abril de ese año.
En 1947 fue el máximo triunfador de la recién creada Feria de San Isidro, creada por Livino Stuyck y triunfó de nuevo en la Feria de Sevilla, el 18 de abril, cortando dos orejas a un toro de Bohórquez. Su triunfo más importante tiene lugar de nuevo en Madrid el 16 de julio de 1947, en la tradicional Corrida de la Beneficencia, presidida por Franco, en la que alternó con Manolete - que resulta cogido - y Gitanillo de Triana, con toros de Bohórquez, cortando cuatro orejas.
El 10 de diciembre de este año obtuvo en La Maestranza los máximos trofeos en un festival organizado por el Arma de Aviación, en el que le acompañaron Gitanillo de Triana y el veterano Joaquín Rodríguez "Cagancho". En su reaparición en Madrid, el 3 de junio de 1948, tras casi un año apartado de los ruedos, triunfó de nuevo. En esta ocasión alternó con Antonio Bienvenida y Manolo González, que confirmó su alternativa y también obtuvo un gran triunfo. Las imágenes de esta corrida fueron utilizadas en el montaje de Currito de la Cruz, film que se ha convertido junto con Sangre y arena en la película taurina por excelencia. El torero de la Resolana está considerado como "torero de toreros` y eslabón esencial de la tauromaquia sevillana.

## Tauromaquia de Pepín Martín Vázquez
José María de Cossío opina que "su compostura y dignidad en la plaza, su gran sobriedad, prestó a su toreo una personalidad propia muy celebrada y aplaudida por los públicos. Toreaba excelentemente con la muleta y aún con un prurito de clasicismo que atenuaba su gracia auténtica, el ritmo alegre de su toreo. A su lidia, sobria y clásica, se añadía, además, el garbo sevillano. En los años de su apogeo ocupó lugar en la primera fila de los matadores de su tiempo. Dejó en la Fiesta un recuerdo de artista netamente sevillano y una estela de estimación y de simpatía en cuantos le trataron. Lo uno y lo otro compusieron un resultado de auténtica popularidad".
José Luis Suárez-Guanes en su artículo Evocación de Pepín Martín Vázquez (n.º1 de "6 Toros 6", abril de 1991) comenta que "Pepín era el pundonor, la arrogancia y la lidia total. Su toreo a pies juntos no quitaba recorrido al lance ni al muletazo, y poseía la misma prestancia y majestad que si lo ejecutara con el cantado hacer clásico de cargar la suerte. La aportación más impactante de la tauromaquia de Pepín Martín Vázquez viene marcada por el lance de la gaonera y el pase por alto a pies juntos. Sin desdeñar su magnífico toreo fundamental, la magia de su capote a la espalda elevaba el toreo de capa a las cumbres del arte. Su gaonera honda y mayestática, graciosa y serena, asumía las cualidades del más reconocido temple y cargaba la suerte en cada uno de los lances resultando ser verdaderas verónicas invertidas. El torero de La Resolana heredó de Chicuelo la gracia sevillana y continuó, como Pepe Luis Vázquez, la escuela de tal nombre. Los tres forman la cumbre de ese modo de torear, basado en aunar la clase con el conocimiento, lo fundamental con lo accesorio y siempre el espíritu de esa Sevilla que Machado describió con puntos suspensivos."

 El torero de La Resolana intentaba fundir en una sola pieza Sevilla y Córdoba, Chicuelo con Manolete. Supo mezclar esas dos personalidades, en principio contrapuestas, uniendo la expresividad de su figura y la soltura de sus brazos a la quietud y al sitio manoletista. Y todo en un toreo de manos bajas siempre, de muletazo limpio. Pepín equilibraba con milimétrica medida el ritmo alegre del adorno con la solemnidad clásica del toreo fundamental. Por su enorme fuerza expresiva y por la intensa emoción artística de su toreo, los aficionados y la crítica vieron en él al más natural sucesor al trono de Manolete..
 "Figuras del siglo XX", 2002. Paco Aguado

 Fue un adelantado a su tiempo. En plenos años cuarenta toreaba como se llegó a torear mucho después. Cuando contemplamos sus esplendorosas faenas, nos parecen de lo más actuales. Pepín estaba en la onda de lo que vendría después. Toreaba en el sitio y con la ligazón de Manolete, pero con otro acento, muy elegante, muy sencillo, muy clásico..
"Revisión del toreo". Fuentes, caminos y estilos en el arte de torear. Alianza editorial 2002. Domingo Delgado de la Cámara

 El lidiador más completo de la llamada Escuela sevillana del toreo. La gracia (algo siempre indescriptible por indefinible) de Pepín Martín Vázquez se amplio en pimpante lidia completa. Pepín era meteoro de gracia sevillana con la capa, las banderillas y la muleta. Gracia que es el argumento para poder decir que es Sevilla la ciudad Madre y Maestra de la Tauromaquia..
 "Medio siglo de Toreo en La Maestranza (1939-1989)", 1990. Filiberto Mira

 Se adelantó a su época. Fue, se ha dicho muchas veces, el primer torero moderno. Conjugaba la gracia con el valor, la técnica con el arte, la pinturería con la hondura, el clasicismo con el toreo ligado, que había pautado Manolete. Y todo con la sevillanía pictórica y pinturera de Chicuelo y Pepe Luis Vázquez....
"Pepín Martín Vázquez, el primer torero moderno". Eurotoro, nº32. 2011. José Luis Suárez-Guanes

 Adelantado a su tiempo y genio del natural. Pionero de la hierática quietud que algunos matadores exhiben hoy delante de los astados, el mundo del toro perdió ayer a uno de los más grandes, Pepín Martín Vázquez, fallecido a los 83 años en su Sevilla del alma, la misma que alumbró a una de las sagas más toreras de la Historia, la de los Martín Vázquez de la Macarena. Fué uno de los diestros más aclamados y queridos de la época. Un merecido populismo que personificó merced a su papel en la magistral película Currito de la Cruz y que, de hecho, aún sigue bien presente a día de hoy en la memoria del mundo del toro que venía reclamando en los últimos meses la concesión de la Medalla de Oro al Mérito en las Bellas Artes... Sevilla, Barcelona, Madrid, España entera, América... Todos lloran al genio torero más batallador, heroico ante mil y una cornadas, hasta que la más dura, la de la muerte, nos arrebató para siempre a la sublime quietud en movimiento..
"Pepín Martín Vázquez". Diario La Razón, 27/2/2011. Ismael del Prado

 Su tauromaquia contenía un torear con el sabor de la gracia y el aroma de un valor recio y tan auténtico como verdadero. Ligaba en la muleta, en el capote y en los pares de banderillas, la belleza en grado sumo y la pureza, con soberano rigor de autenticidad. Considero el toreo de Pepín como el más variado, amplio y profundo de cuantos han derrochado arte hispalense en los cosos. Históricamente es el lidiador más completo, entre los considerados artífices señeros de la llamada Escuela Sevillana, o sea, la de Chicuelo y sus discipulos. .
"Pepín, el Magnífico", (Aplausos. Enero, 2002). Filiberto Mira

 Con Pepín Martín Vázquez se advierte ya otro avance: La dimensión plástica y estética del conjunto y del cuerpo del torero. 
La evolución del toreo en imágenes, ("Del toreo a la bravura", Alianza Editorial, 2010). Juan Pedro Domecq

 Fue un adelantado a su época. Añadió al concepto de su tierra una intensidad superior, porque encajó en la ligazón chicuelista la arriesgada conquista de los terrenos del toro que imponía Manolete. Pepín compensó con un valor alegre la dramatización estilística del Califa de Córdoba. Fue Pepín quien añadió a la cuerda de Gallito y Chicuelo ese nudo divisorio con los viejos tiempos con una rebozada y mandona gaonera de abierto compás, un majestuoso toreo a dos manos y un soberbio natural de mano baja, extendido, pausado y limpio, alegre en el adorno y solemne en el toreo fundamental. Su legado, para exaltar el espíritu de todos los toreros sevillanos que le sucedieron, quedo grabado para la posteridad en los fotogramas de "Currito de la Cruz, un collage que sigue revelando lustros después la magnitud del toreo de Pepín...
"Por qué Morante", 2011. Paco Aguado

 La carrera más espectacular del toreo... La imagen de un Pepín protagonista de "Currito de la Cruz" quedó grabada en la memoria de los pueblos de España y ha quedado filmada, plasmada para el toreo, como la mejor lección del arte de torear.
"Pepín Martín Vázquez, un torero diferente". abc, 8/8/90. Emilio Arroyo

Torero de época. Cuando toda una vida de arte se llevó por los carteles y quedan, en los mejores recuerdos, aquellas tardes en las que ponía boca abajo las plazas... Genio y figura. Su ídolo fue José y su obsesión constante el pasar inadvertido, aunque le resulte muy complicado porque se llama Pepín Martín Vázquez y es imposible olvidarlo aunque se empeñe..
"Un sevillanísimo torero". abc, 3/9/94. Manuel Ramírez Fernandez de Córdoba

 Fue el primer torero con color, olor y sabor del siglo en que el toreo comenzó, con Joselito y Belmonte, a alcanzar la categoría de arte. 
 "Pepín, un semidiós del toreo". Semanario "Aplausos", 8/4/2011. P. Mora

 Grandioso artista del toreo y un adelantado a su época. Fue el primer matador que fusionó las maneras clásicas con la quietud y la ligazón de Manolete. Esta escuela neoclásica ha sido en la que han militado casi todos los grandes toreros de los últimos 60 años. .
"Pepín Martín Vázquez, el primer neoclásico", 2011. Domingo Delgado de la Cámara

De Pepín Martín Vázquez, el análisis de Aguado es más que certero, puesto que ha sabido poner palabras a la grandeza gallista de su "alegre toreo" frente al perfil trágico de un Manolete predestinado. Porque esas son las alternativas del toreo: No el joselitismo y el belmontismo, sino, dentro del joselitísmo, la gravedad o la alegría. Curiosamente los dos mitos sufrieron dos tragedias en 20 días un Agosto de 1947, en el que pareciera que Dios no quería competencias terrenales... 
 "desolysombra.com", Pablo Hernanz

Torero de culto para los aficionados y de admirada referencia entre los profesionales. Sus años como matador de toros -tres de ellos como máxima figura- suponen, sin caer en excesos, un punto de inflexión en la historia de la tauromaquia.
"Torero de arte jondo", Paco March (La Razón, 5/3/2011)

Pepín Martín Váquez era una simbiosis de todo: arte, gracia, valor. En aquel tiempo arrollaba todo lo que encontraba a su paso, como un huracán. Mayor problema para Manolete que el mismo Luis Miguel Dominguín.
 "Triunfadores de la feria de San Isidro: Pepín Martín Vázquez". abc, 14/5/84. José Luis SUAREZ-GUANES

Fue capaz de instaurar con su tauromaquia un canon que fundía la norma manoletista con otra expresión más artística. Su toreo es rabiosamente moderno. Se le puede considerar como uno de los más grandes creadores de la historia.
 "Tiempo de toros". Claves para conocer el toreo, 2012. José Miguel Martín de Blas

Ahora Pepín ya es historia, pero para quienes le vimos torear sigue estando vivo porque el arte, aunque sea tan efímero como el del toreo, es inmortal…
 "Pepín, un semidios del toreo". Semanario "Aplausos", 8/4/2011. P. Mora

## Actor de cine
En 1949 protagonizó la película Currito de la Cruz, dirigida por Luis Lucia e inspirada en la novela homónima de Alejandro Pérez Lugín. En esta película son especialmente destacables las secuencias de toreo, grabadas en las plazas de Toros de Madrid, Sevilla y México. Gracias a ella y a la maestría del operador, el exnovillero y camarógrafo José Fernández Aguayo - hijo del fotógrafo taurino Baldomero F. Raigón y premio Goya 1987 a toda una vida dedicada a la dirección de fotografía cinematográfica -, los aficionados al toreo más jóvenes han podido contemplar la extraordinaria calidad artística de Pepín Martín Vázquez. El reparto lo completaron entre otros actores, Jorge Mistral, Tony Leblanc, Nati Mistral, Juan Espantaleón, Amparo Martí, Angel de Andrés, María Isbert, Manuel Luna, Felix Fernández (actor), Francisco Bernal, y José Prada.
En 1954, ya retirado, protagoniza junto a Danielle Darrieux (Operación Cicerón, 1952) y Maurice Ronet (A pleno sol, 1959), El Torero (Chateaux en Espagne) coproducción hispano-francesa dirigida por Rene Wheeler. Se estrenó el 3 de septiembre de 1954 en París y el 24 de enero de 1955 en el Palacio Central de Madrid.

## Películas
| Año  | Película                                  | Director     | Personaje          |
| ---- | ----------------------------------------- | ------------ | ------------------ |
| 1949 | Currito de la Cruz en IMDb                | Luis Lucia   | Currito de la Cruz |
| 1954 | Chateaux en Espagne ("El Torero") en IMDb | Rene Wheeler | Mario Montes       |